# Marie Jacobus Johannes Exler
Marie Jacobus Johannes Exler, noto anche come M.J.J. Exler (Schiedam, 28 febbraio 1882 – Naarden, 21 settembre 1939), è stato uno scrittore, attivista per i diritti delle persone omosessuali olandese.
Fu cofondatore del Nederlandsch Wetenschappelijk Humanitair Komitee. Si dedicò anche ad astrologia e teosofia e allevamento di polli.

## Biografia

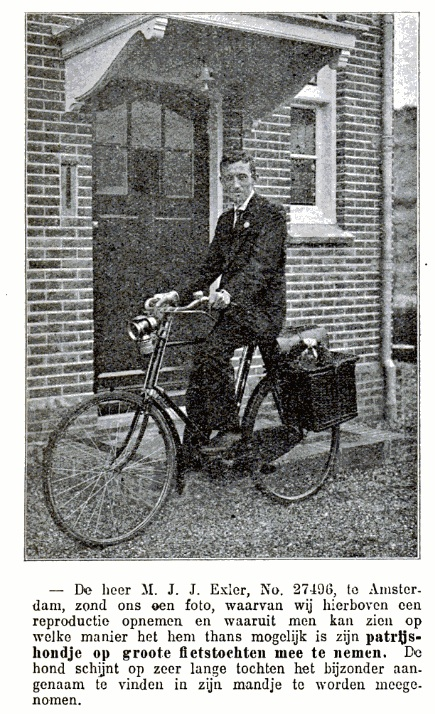
Exler in bicicletta con il cane, 1914. De Kampioen 1914

Nel 1911 pubblicò il suo unico romanzo, Levensleed, con una prefazione del sessuologo tedesco Magnus Hirschfeld, in cui auspicava un trattamento umano per le persone omosessuali e denunciava il disprezzo nei loro confronti. L'omosessuale vi era presentato con argomentazioni mediche come un terzo sesso, accanto a donna e uomo. Levensleed ricevette recensioni favorevoli nella rivista letteraria Den Gulden Winckel. Ne seguirono alcune ristampe e una traduzione in tedesco. Nel 1913 Exler fu eletto rappresentante (Obmann) del tedesco Wissenschaftlich-humanitäres Komitee di Hirschfeld, onore che condivise con Jacob Schorer e Lucien von Römer, ma non vi svolse alcuna attività concreta.
Fu invece attivo come astrologo, chiromante e teosofo, scrisse sull’effetto della grande piramide di Giza sul prossimo futuro e tracciava gli oroscopi delle sue galline.
Morì nel 1939 e venne sepolto presso il Cimitero Generale e Nuovo Cattolico di Bussum.
Dopo la sua morte, Greet Hofmans, che abitava nella casetta di Exler a Hattem, affermò di ricevere i suoi "messaggi" destinati alla regina Giuliana dallo spirito di Exler.

## Pubblicazioni e conferenze
Tra cui

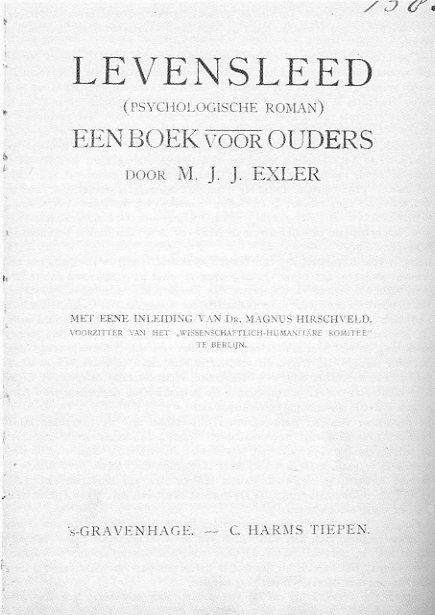
Levensleed (romanzo psicologico); un libro per genitori, con introduzione di Magnus Hirschfeld, 's-Gravenhage, C. Harms Tiepen, [1911]
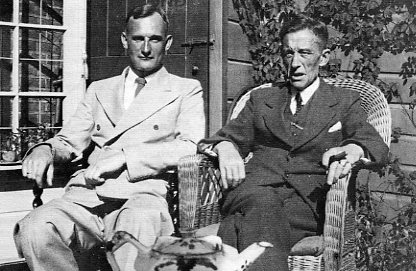
Nel giardino a Hattem, circa 1935
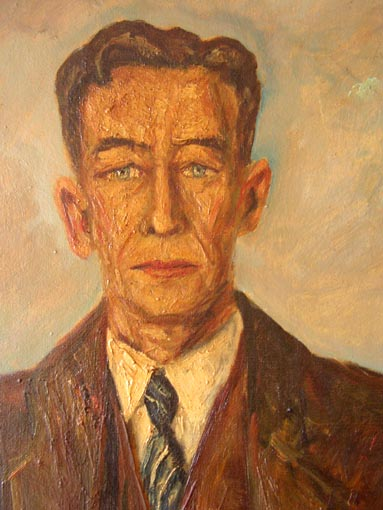
Ritratto degli anni Trenta attribuito a Karel van Campen.

- Lebensleid (ein Buch für Eltern). Psychologischer Roman, traduzione di W.H. Akkersdyk, Lipsia, Max Spohr, 1914
- Enkele hoofdrollen uit het werelddrama, dattiloscritto e conferenza ad Amsterdam il 13 dicembre 1917, altre conferenze: Christendom en theosofie e De oude godsdiensten
- De wereldtoestand in 1926-1931 volgens astrologische en kabbalistische gegevens, alsmede volgens gegevens gebaseerd op de maten van de groote pyramide van Gizeh, [Bussum]: [senza casa editrice], [ca. 1923]
- Het Noorderlicht, Halfmaandelijksch blad voor astrologie, psychologie, graphologie, occultisme, enz., casa editrice Schippers
- Inzicht (rivista)
- Practische wenken voor de pluimveehouder, 1931